# Phorbia genitalis
Phorbia genitalis – gatunek muchówki z rodziny śmietkowatych.
Gatunek ten opisany został w 1917 roku przez Johanna Andreasa Schnabla jako Hylemyia (Adia) genitalis.
Muchówka ta u obu płci ma rozwinięte wentralne włoski tarczkowe. Tak jak u innych przedstawicieli grupy gatunkowej fumigata postgonit samca jest spiczasty, a stosunkowo płaskie płytki przysadkowe wydłużone są ku wierzchołkom w dwa płatki mniej lub bardziej zespolone z sierpowatymi w widoku bocznym surstyli. Od bardzo podobnej P. fumigata samca odróżnić można po U-kształtnie połączonych w widoku brzusznym płatach piątego sternitu odwłoka, silniej zwężonym i zaopatrzonym w dłuższy akrofallus disifallusie oraz słabiej rozszerzonymi ku tyłowi w widoku bocznym surstyli z palisadami długich włosków na wewnętrznej powierzchni, biegnącymi przez całą szerokość surstylika. Samicę cechują węższe u nasady w widoku bocznym przysadki odwłokowe o równomiernie zakrzywionej krawędzi grzbietowej.
Owad w Europie znany z Norwegii, Szwecji, Holandii, Danii, Szwajcarii, Czech, Słowacji, Łotwy, Litwy i Rosji. Na wschód sięga po Syberię i Chiny. Ponadto notowany był w Ameryce Północnej.